# 28 Batalion Radiotechniczny
28 Batalion Radiotechniczny – jednostka wojsk radiotechnicznych Sił Zbrojnych Rzeczypospolitej Polskiej.
Na bazie 5. i 6 batalionu radiotechnicznego, w 1974 roku utworzony został w Gryficach 28 Batalion Radiotechniczny.
W 1997 roku jednostka otrzymała sztandar.
W 2000 roku rozwiązano batalion,  a pododdziały włączono w skład 23 batalionu radiotechnicznego.

## Dowódcy batalionu
- mjr Krzysztof Ławniczak
- ppłk Henryk Hinc
- mjr Andrzej Radzikowski
- mjr Andrzej Gorzałczyński
- ppłk Stefan Wyborski
- ppłk Michał Sikora
- ppłk Grzegorz Baczyński